# Warren Zaïre-Emery
Pour les articles homonymes, voir Zaïre et Emery.
Warren Zaïre-Emery, né le 8 mars 2006 à Montreuil, est un footballeur international français qui évolue au poste de milieu de terrain au Paris Saint-Germain.
Formé au Paris Saint-Germain, il y remporte les premiers titres de sa carrière, notamment trois championnat de France et une Ligue des champions en 2025.
Enchaînant les records de précocité, il est le plus jeune joueur de l’histoire du Paris Saint-Germain, et de l'équipe de France depuis 1914.
Sélectionné en équipe de France depuis 2023, il est sélectionné pour participer à l'Euro 2024.

## Biographie

### Enfance et formation
Warren Zaïre-Emery naît à Montreuil et grandit à Romainville (Seine-Saint-Denis). Sa mère, Gessie Zaïre, est originaire de la Martinique, son père, Franck Emery, d'Aubervilliers. Celui-ci, lui-même milieu de terrain puis entraîneur, a fait une apparition en deuxième division avec le Red Star FC où il était stagiaire pro de 1996 à 1998. « Wawa » a trois frères, Wesley, William et Wayne.
Warren Zaïre-Emery commence le football au FCM Aubervilliers (où son père est alors entraîneur) à l'âge de 4 ans et demi, un an avant de pouvoir prendre sa première licence officielle,.
Il y est repéré par le PSG, qui le recrute en préformation en 2014, à huit ans. Au  centre de formation, à tous les niveaux, il impressionne ses entraîneurs et est constamment surclassé. Ainsi, en février 2020, à 13 ans et 11 mois, il participe avec les U16 au tournoi Al-Kass International Cup (en). En 2021-2022, à seulement 15 ans, il est le plus jeune des moins de 19 ans,,, dont il devient un joueur incontournable.
En décembre 2021, en Youth League, lors du dernier match de poule à domicile contre le Club Bruges, le milieu de terrain permet à son équipe de l'emporter 3 -2 avec un but et une passe décisive malgré un déficit 0-2  à la mi-temps, qualifiant de justesse son équipe directement pour les huitièmes de finale,.
Avant son 16e anniversaire, il fait ses premières apparitions dans le groupe professionnel lors de cette saison 2021-2022, sous l'égide de Mauricio Pochettino,. Attirant l'attention de plusieurs grands clubs européens,, il rejoint l'agence de Jorge Mendes en mars 2022,.

### Professionnel au Paris Saint-Germain
Le 15 juillet 2022, Warren Zaïre-Emery signe son premier contrat professionnel qui le lie avec son club formateur jusqu'en 2025. Le 6 août, il devient à 16 ans, 4 mois et 29 jours le plus jeune joueur de l’histoire du PSG, entrant en jeu à la 82e minute sur la pelouse du Clermont Foot 63 lors d'une victoire cinq à zéro. Il devance ainsi El Chadaille Bitshiabu et Kingsley Coman. Trois jours plus tard, le jeune milieu intègre le nouveau groupe élite qui permet à cinq jeunes du centre de formation de s’entraîner avec l’équipe professionnelle. Le 25 octobre 2022, à 16 ans et 7 mois, il bat d'un an le record de précocité du club en Ligue des champions détenu par Tanguy Kouassi depuis 2019 (17 ans et 6 mois). Il remplace Vitinha à la 79e minute lors de la réception du Maccabi Haifa (succès 7-2).
Le 6 janvier 2023, il connaît sa première titularisation avec l'équipe première du PSG, lors des 32es de finale de Coupe de France contre Châteauroux. Il joue tout le match, remporté sur le score de trois buts à un,,. Le 15 janvier 2023, face au Stade rennais, il devient le plus jeune joueur de l'histoire du Paris Saint-Germain à être titulaire en Ligue 1. Remplacé à la 72e minute de jeu par Carlos Soler et malgré une prestation jugée positive, il ne peut empêcher à son équipe de s'incliner (1-0),,. Le 1er février 2023, il devient le plus jeune buteur de l'histoire du PSG en Ligue 1,,. Entré à la 70e minute de jeu à la place de Vitinha, il inscrit pendant les arrêts de jeu le but du 3-1 après un échange avec Achraf Hakimi, 3 minutes après la réduction du score de Montpellier. Dix jours plus tard, Zaïre-Emery est une nouvelle fois buteur cette fois-ci face à l'AS Monaco. Le 14 février 2023, Zaïre-Emery est titulaire lors de la rencontre aller de Ligue des champions face au Bayern Munich et il devient ainsi le plus jeune joueur de l'histoire de la compétition à commencer un match à élimination directe.
Le 26 octobre 2023, en poule lors d'une victoire trois buts à zéro face à l'AC Milan, pour sa 20e titularisation (le premier au PSG avant 18 ans), il se distingue avec deux passes décisives pour Kylian Mbappé et Lee Kang-in et est élu homme du match,. Le 13 décembre, à Dortmund, il devient le plus jeune buteur français en Ligue des champions, à 17 ans et 280 jours, devant Karim Benzema (17 ans 352 jours en décembre 2005), mais son record sera battu par George Ilenikhena un peu plus tard dans la soirée (17 ans et 119 jours). Il permet par la même occasion à son club d'arracher le nul, synonyme de qualification en huitièmes de finale qui était jusque là compromise. En décembre 2023, Warren Zaïre-Emery est intégré dans la liste des 100 meilleurs joueurs au monde du journal britannique The Guardian. Le 27 avril 2024, le PSG annonce la prolongation de trois ans de son contrat, plus une année en option (soit jusqu'à 2029).
Lors de la saison 2024-2025, il remporte la première Ligue des champions de l'histoire du club. Il entre en jeu lors de la finale remportée cinq buts à zéro contre l'Inter Milan.

### Équipe de France

#### Catégories de jeunes
Warren Zaïre-Emery fait ses débuts en sélection nationale avec les moins de 16 ans à l'automne 2021 en disputant deux matchs amicaux.
En avril 2022, il est sélectionné avec l'équipe de France U17 pour l'Euro 2022 organisé en Israël. Il est le benjamin de sa sélection et le seul né en 2006. S'imposant comme titulaire, il ouvre le score en demi-finale face au Portugal (2-2, 6-5 t.a.b.),. Victorieux en finale face aux Pays-Bas (2-1), il est sacré champion d'Europe des moins de 17 ans et élu meilleur joueur de la compétition.
L'année suivante, le PSG refuse de le libérer pour l'Euro 2023 U17.
Il participe au Tournoi Maurice Revello en juin 2023 avec l'équipe de France espoirs.
En septembre 2023, Thierry Henry le sélectionne en équipe de France espoirs et le choisit comme capitaine bien qu'il soit, à 17 ans, le plus jeune des Bleuets.
Le 3 juin 2024, Thierry Henry le sélectionne dans une pré-liste de 25 joueurs afin de disputer les Jeux olympiques 2024 à Paris.

#### Avec les A
Convoqué par Didier Deschamps pour les matchs de l'équipe de France de novembre 2023, il est titulaire d'entrée contre Gibraltar le 18 novembre 2023 et marque son premier but, le troisième de la rencontre, à la 16e minute lors d'une victoire historique quatorze buts à zéro. Il devient, à 17 ans et 255 jours, le plus jeune joueur de l'histoire des Bleus depuis 1914, devançant de quelques jours Eduardo Camavinga, et le deuxième plus jeune buteur derrière Maurice Gastiger (à 17 ans et quatre mois en 1914).
En mai 2024, il figure dans une liste de 25 joueurs appelés par Didier Deschamps pour l'Euro 2024, et devient le plus jeune de l'effectif, mais figure parmi les 7 joueurs, avec les gardiens Brice Samba et Alphonse Areola, et les défenseurs Benjamin Pavard, Jonathan Clauss, Ferland Mendy et Ibrahima Konaté, à ne pas jouer une minute dans la compétition. La France est battue par l'Espagne en demi-finale deux buts à un.
En mai, il fait partie du groupe de 25 joueurs convoqués qui termine troisième en phase finale de Ligue des nations mais n'entre pas en jeu lors des deux rencontres.

## Vie privée
En juillet 2024, il officialise sa relation avec la joueuse de football, Océane Toussaint.

## Style de jeu
Milieu défensif avec de bonnes qualités physiques et une technique remarquée, Zaïre-Emery est capable à la fois de récupérer le ballon et de lancer les actions, apportant structure et équilibre au milieu de terrain,,,.
Dès l'adolescence, il est décrit comme un joueur à la grande maturité sur le terrain, capable de prendre ses responsabilités mais conservant toujours une attitude calme et lucide, avec une lecture du jeu aiguë,,,.
Chez les pros, en dépit de son jeune âge, il se distingue par sa force et ses capacités à résister aux duels physiques sans commettre de faute et à se projeter vers l'avant avec une belle vision de jeu.

## Statistiques
| Saison                | Club                  | Championnat           | Championnat | Championnat | Championnat | Coupe(s) nationale(s) | Coupe(s) nationale(s) | Coupe(s) nationale(s) | Supercoupe | Supercoupe | Supercoupe | Compétition(s) continentale(s) | Compétition(s) continentale(s) | Compétition(s) continentale(s) | Compétition(s) continentale(s) | Coupe du monde des clubs | Coupe du monde des clubs | Coupe du monde des clubs | Supercoupe de l'UEFA | Supercoupe de l'UEFA | Supercoupe de l'UEFA | Total | Total | Total |
| Saison                | Club                  | Division              | M.          | B.          | P.d.        | M.                    | B.                    | P.d.                  | M.         | B.         | P.d.       | Comp.                          | M.                             | B.                             | P.d.                           | M.                       | B.                       | P.d.                     | M.                   | B.                   | P.d.                 | M.    | B.    | P.d.  |
| 2022-2023             | Paris Saint-Germain   | Ligue 1               | 26          | 2           | 0           | 2                     | 0                     | 0                     | -          | -          | -          | C1                             | 3                              | 0                              | 0                              | -                        | -                        | -                        | -                    | -                    | -                    | 31    | 2     | 0     |
| 2023-2024             | Paris Saint-Germain   | Ligue 1               | 26          | 2           | 3           | 5                     | 0                     | 1                     | 1          | 0          | 0          | C1                             | 11                             | 1                              | 3                              | -                        | -                        | -                        | -                    | -                    | -                    | 43    | 3     | 7     |
| 2024-2025             | Paris Saint-Germain   | Ligue 1               | 29          | 1           | 1           | 5                     | 1                     | 0                     | 1          | 0          | 0          | C1                             | 13                             | 1                              | 1                              | 7                        | 0                        | 0                        | -                    | -                    | -                    | 55    | 3     | 2     |
| 2024-2025             | Paris Saint-Germain   | Ligue 1               | 1           | 0           | 0           | -                     | -                     | -                     | -          | -          | -          | C1                             | -                              | -                              | -                              | -                        | -                        | -                        | 1                    | 0                    | 0                    | 2     | 0     | 0     |
| Total sur la carrière | Total sur la carrière | Total sur la carrière | 82          | 5           | 4           | 12                    | 1                     | 1                     | 2          | 0          | 0          | -                              | 27                             | 2                              | 4                              | 7                        | 0                        | 0                        | 1                    | 0                    | 0                    | 131   | 8     | 9     |

### En sélections nationales
| Saison                | Sélection             | Phases finales              | Phases finales | Phases finales | Phases finales | Éliminatoires | Éliminatoires | Éliminatoires | Ligue des nations | Ligue des nations | Ligue des nations | Matchs amicaux | Matchs amicaux | Matchs amicaux | Total | Total | Total |
| Saison                | Sélection             | Compétition                 | M              | B              | Pd             | M             | B             | Pd            | M                 | B                 | Pd                | M              | B              | Pd             | M     | B     | Pd    |
| --------------------- | --------------------- | --------------------------- | -------------- | -------------- | -------------- | ------------- | ------------- | ------------- | ----------------- | ----------------- | ----------------- | -------------- | -------------- | -------------- | ----- | ----- | ----- |
| 2023-2024             | France                | Euro 2024                   | 0              | 0              | 0              | 1             | 1             | 0             | -                 | -                 | -                 | 2              | 0              | 0              | 3     | 1     | 0     |
| 2024-2025             | France                | Ligue des nations 2024-2025 | 0              | 0              | 0              | -             | -             | -             | 4                 | 0                 | 0                 | -              | -              | -              | 4     | 0     | 0     |
| Total sur la carrière | Total sur la carrière | Total sur la carrière       | -              | -              | -              | 1             | 1             | 0             | 4                 | 0                 | 0                 | 2              | 0              | 0              | 7     | 1     | 0     |

### Liste des matchs internationaux
| Matchs internationaux de Warren Zaïre-Emery | Matchs internationaux de Warren Zaïre-Emery | Matchs internationaux de Warren Zaïre-Emery         | Matchs internationaux de Warren Zaïre-Emery | Matchs internationaux de Warren Zaïre-Emery | Matchs internationaux de Warren Zaïre-Emery | Matchs internationaux de Warren Zaïre-Emery                           |
|                                             | Date                                        | Lieu                                                | Adversaire                                  | Résultat                                    | Compétition                                 | Notes                                                                 |
| ------------------------------------------- | ------------------------------------------- | --------------------------------------------------- | ------------------------------------------- | ------------------------------------------- | ------------------------------------------- | --------------------------------------------------------------------- |
| 1.                                          | 18 novembre 2023                            | Allianz Riviera, Nice, France                       | Gibraltar                                   | 14 - 0                                      | Éliminatoires de l'Euro 2024                | Titulaire et remplacé par Youssouf Fofana à la 20e minute de jeu.     |
| 2.                                          | 23 mars 2024                                | Parc Olympique lyonnais, Décines-Charpieu, France   | Allemagne                                   | 0 - 2                                       | Match amical                                | Titulaire et remplacé par Eduardo Camavinga à la 61e minute de jeu.   |
| 3.                                          | 5 juin 2024                                 | Stade Saint-Symphorien, Longeville-lès-Metz, France | Luxembourg                                  | 3 - 0                                       | Match amical                                | Entre en jeu à la place de N'Golo Kanté à la 63e minute de jeu.       |
| 4.                                          | 6 septembre 2024                            | Parc des Princes, Paris, France                     | Italie                                      | 1 - 3                                       | Ligue des nations 2024-2025                 | Entre en jeu à la place de N'Golo Kanté à la 77e minute de jeu.       |
| 5.                                          | 10 octobre 2024                             | Bozsik Aréna, Budapest, Hongrie                     | Israël                                      | 1 - 4                                       | Ligue des nations 2024-2025                 | Entre en jeu à la place d'Aurélien Tchouaméni à la 90e minute de jeu. |
| 6.                                          | 14 novembre 2024                            | Stade de France, Saint-Denis, France                | Israël                                      | 0 - 0                                       | Ligue des nations 2024-2025                 | Titulaire et remplacé par Marcus Thuram à la 78e minute de jeu.       |
| 7.                                          | 23 mars 2025                                | Stade de France, Saint-Denis, France                | Croatie                                     | 2 - 0 5-4 t.a.b                             | Ligue des nations 2024-2025                 | Entre en jeu à la place de Manu Koné à la 111e minute de jeu.         |

### Buts internationaux
| Buts internationaux de Warren Zaïre-Emery | Buts internationaux de Warren Zaïre-Emery | Buts internationaux de Warren Zaïre-Emery | Buts internationaux de Warren Zaïre-Emery | Buts internationaux de Warren Zaïre-Emery | Buts internationaux de Warren Zaïre-Emery | Buts internationaux de Warren Zaïre-Emery | Buts internationaux de Warren Zaïre-Emery | Buts internationaux de Warren Zaïre-Emery |
|                                           | Date                                      | Lieu                                      | Adversaire                                | Résultat                                  | Compétition                               | Notes                                     | Notes                                     | Sel.                                      |
| ----------------------------------------- | ----------------------------------------- | ----------------------------------------- | ----------------------------------------- | ----------------------------------------- | ----------------------------------------- | ----------------------------------------- | ----------------------------------------- | ----------------------------------------- |
| 1.                                        | 18 novembre 2023                          | Allianz Riviera, Nice, France             | Gibraltar                                 | 14 - 0                                    | Éliminatoires de l'Euro 2024              | 3 - 0                                     | 16e du pied droit                         | 1re                                       |

## Palmarès

### En club
Formé au Paris Saint-Germain où il commence sa carrière professionnelle, Warren Zaïre-Emery est sacré Champion de France dès sa première saison. La saison suivante débute en remportant le Trophée des champions contre le Toulouse FC et termine par un doublé Coupe-Championnat. Il est de nouveau Champion de France en 2025 pour la troisième année consécutive et remporte une seconde Coupe de France. Cette saison là, il soulève la première Ligue des champions de l'histoire du club parisien après une victoire cinq buts à zéro contre l'Inter Milan avant de s'incliner en finale de la Coupe du monde des clubs quelques semaines plus tard puis la Supercoupe de l'UEFA.
| Paris Saint-Germain (9) |
| --- |
| - Ligue des champions (1) : - Vainqueur : 2025 - Supercoupe de l'UEFA (1) : - Vainqueur : 2025 - Championnat de France (3) : - Champion : 2023, 2024, 2025. - Coupe de France (2) : - Vainqueur : 2024 et 2025 - Trophée des champions (2) : - Vainqueur : 2023 et 2024. - Coupe du monde des clubs : - Finaliste : 2025 |

### En sélection
Avec l'équipe de France, il remporte le Championnat d'Europe des moins de 17 ans en 2022. 
En équipe de France A, il compte 7 sélection pour 1 but et participe à l'Euro 2024. Il termine également troisième de la Ligue des nations en 2025.
| France -17 ans (1)                                       | France                                  |
| -------------------------------------------------------- | --------------------------------------- |
| - Championnat d'Europe -17 ans (1) : - Vainqueur : 2022. | - Ligue des nation : - Troisième : 2025 |

### Records
- Plus jeune joueur de l'histoire de la Ligue des champions à commencer un match à élimination directe.
- Plus jeune joueur de l'histoire de la Ligue des champions à faire deux passes décisives en un seul match.
- Plus jeune joueur de l’histoire du Paris Saint-Germain à disputer un match officiel.
- Plus jeune buteur de l’histoire du Paris Saint-Germain en Ligue 1.
- Deuxième plus jeune buteur français de l'histoire de la Ligue des champions le 13 décembre 2023 (après George Ilenikhena)
- Deuxième plus jeune joueur de l’histoire du Paris Saint-Germain à être titulaire en Ligue 1 (derrière Ibrahim Mbaye)

### Distinctions personnelles
- Élu Titi d'or 2022 le 27 janvier 2023[3].
- Élu meilleur joueur de l'Euro 2022 U17 en Israël avec l'équipe de France.
- Pépite du mois de Ligue 1 en février 2023[60].
- Trophées UNFP 2024 : Meilleur espoir de Ligue 1[61]
- Nommé dans l'équipe type du championnat de France aux Trophées UNFP du football 2024[62]